# 温菲尔德 (阿拉巴马州)
温菲尔德（英文：Winfield），是美国阿拉巴马州下属的一座城市。面积约为17.28平方英里（约合44.76平方公里）。根据2010年美国人口普查，该市有人口4,717人，人口密度为272.96/平方英里（约合105.38/平方公里）。